# Atanasios Konstandinu
Atanasios Konstandinu, gr. Αθανάσιος Κωνσταντίνου (ur. 18 lipca 1959 w Atenach) – grecki wojskowy, lekarz i polityk, generał, poseł do Parlamentu Europejskiego IX kadencji.

## Życiorys
Absolwent szkoły oficerskiej i studiów medycznych na Uniwersytecie Arystotelesa w Salonikach. Specjalizował się w patomorfologii i toksykologii, kształcił się m.in. w Niemczech i Austrii. Służył jako lekarz wojskowy w greckich wojskach lotniczych. Obejmował różne stanowiska dowódcze, w stan spoczynku przeszedł w stopniu generała brygady.
Działacz Złotego Świtu i członek jego władz krajowych. W wyborach w 2019 z listy tego ugrupowania został wybrany do Parlamentu Europejskiego IX kadencji.